# Hassan Wasswa
Hassan Wasswa (né le 14 février 1988 à Nsambya en Ouganda) est un footballeur international ougandais, qui évolue au poste de milieu de terrain

## Biographie

### Carrière en club
Lors de son passage en Europe, il joue 78 matchs en deuxième division turque, marquant un but.

### Carrière en sélection
Il participe avec l'équipe d'Ouganda, à la Coupe CECAFA des nations en 2012. Lors de cette compétition, il joue cinq matchs. L'Ouganda remporte cette compétition en battant le Kenya en finale.
En janvier 2014, il participe au championnat d'Afrique des nations 2014 organisé en Afrique du Sud. Il joue trois matchs lors de ce tournoi.
En janvier 2017, il participe à la Coupe d'Afrique des nations organisée au Gabon. Il dispute trois rencontres lors de cette compétition, avec notamment un honorable match nul contre le Mali.

## Palmarès

### Palmarès en sélection
Ouganda
- Coupe CECAFA des nations (1) :
  - Vainqueur : 2012.

### Palmarès en club
| KCCA - Championnat d'Ouganda (1) : - Champion : 2012-13. - Coupe d'Ouganda : - Finaliste : 2006-07. - Supercoupe d'Ouganda (1) : - Vainqueur : 2013. |  | Saint-George - Championnat d'Éthiopie (1) : - Champion : 2007-08. - Supercoupe d'Éthiopie : - Finaliste : 2008. |  | Villa - Coupe d'Ouganda (1) : - Vainqueur : 2014-15. - Supercoupe d'Ouganda : - Finaliste : 2015. |  | Vipers - Coupe d'Ouganda (1) : - Vainqueur : 2015-16. - Supercoupe d'Ouganda : - Finaliste : 2016. |  | Karabükspor - Championnat de Turquie D2 (1) : - Champion : 2009-10. |